# Bawół (dopływ Warty)
Bawół (Czarna Struga) – rzeka, lewy dopływ Warty o długości 53,35 km. Wypływa na południe od wsi Żelazków, w powiecie kaliskim. Przepływa m.in. przez miasto Stawiszyn oraz wsie: Lipice, Królików, Biskupice, Trąbczyn. Do Warty uchodzi na północ od Zagórowa.
W Stawiszynie przepływa pod drogą krajową nr 25, a we wsi Królików pod drogą wojewódzką nr 443.